# بیرا دمبله
بیرا دمبله (انگلیسی: Bira Dembélé؛ زادهٔ ۲۲ مارس ۱۹۸۸) بازیکن فوتبال اهل فرانسه است.
از باشگاه‌هایی که در آن بازی کرده‌است می‌توان به باشگاه فوتبال رن، باشگاه فوتبال استیونج، باشگاه فوتبال سدان، باشگاه فوتبال بارنت، و باشگاه فوتبال ستاره سرخ اشاره کرد.
وی همچنین در تیم ملی فوتبال زیر ۲۱ سال فرانسه بازی کرده‌است. بیرا دمبله هم یکی دیگر از پسر عمو های عثمان دمبله است